# Kele Leawere

a Compétitions nationales et continentales officielles uniquement.

b Matchs officiels uniquement.
Dernière mise à jour le 7 novembre 2018.
Senikavika Kelemete Leawere, plus connu comme Kele Leawere, né le 27 avril 1974 à Levuka, est un joueur fidjien de rugby à XV. Il a joué avec l'équipe des Fidji et évolue au poste de deuxième ligne.

## Carrière

### En club
- 1996-1997 : East Coast
- 1998 : Poverty Bay
- 1999-2002 : East Coast
- 2004 : Bay of Plenty
- 2005-2008 : Hino Motors

### En équipe nationale
Il a honoré sa première cape internationale en équipe des Fidji le 24 novembre 2002 contre l'équipe d'Écosse. Kele Leawere a participé à la coupe du monde 2003 (2 matchs). Il a participé à la coupe du monde 2007 (2 matchs).

## Statistiques en équipe nationale
- 26 sélections en Équipe des Fidji de rugby à XV
- 25 point (5 essais)
- Sélections par année : 1 en 2002, 6 en 2003, 2 en 2004, 3 en 2005, 7 en 2007, 6 en 2008, 3 en 2009
- 2 sélections avec les Pacific Islanders en 2008